# شراب النيرا

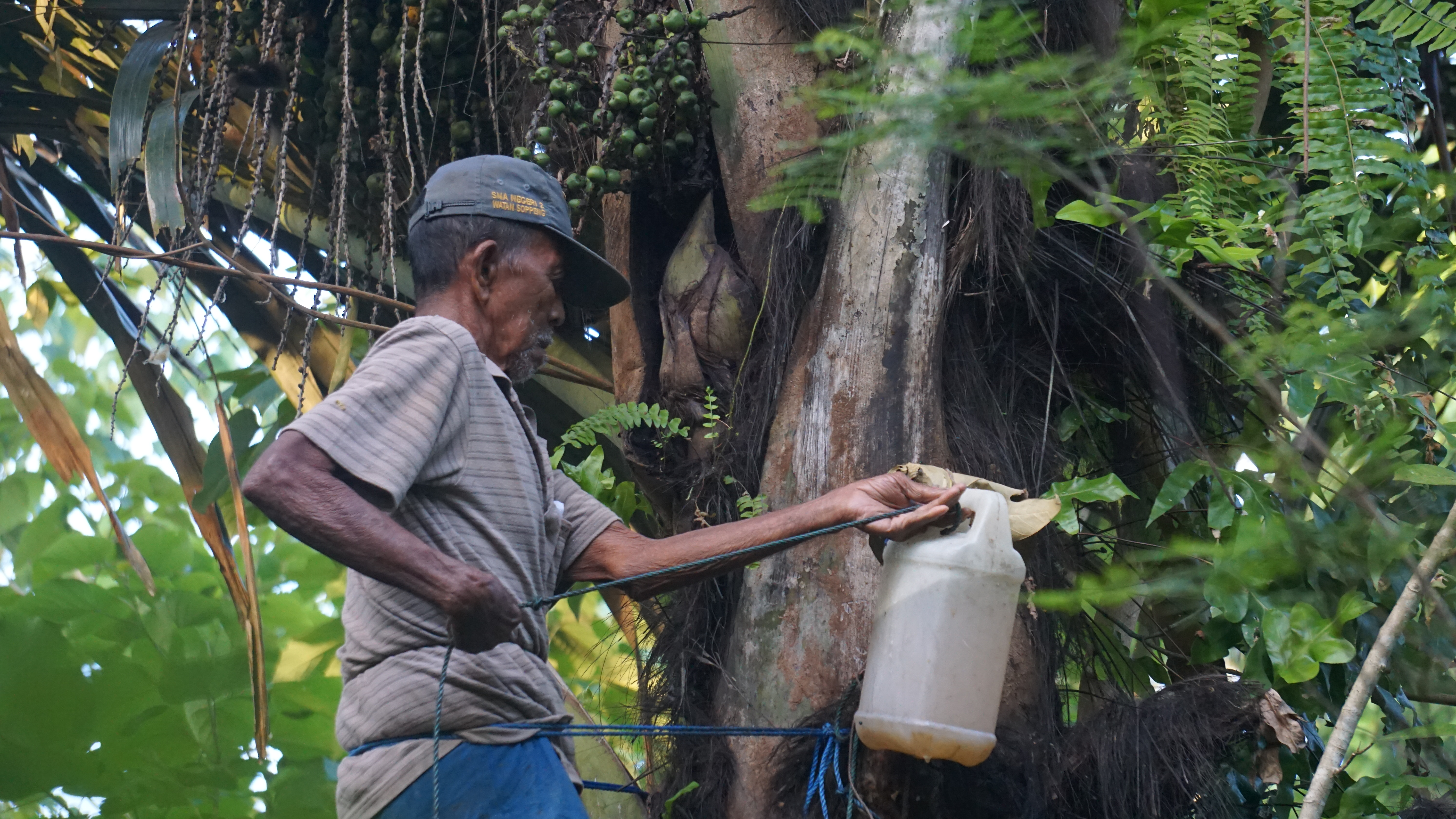

مشروب النيرا هو شراب حلو المذاق يستخلص من سيقان النباتات، مثل: قصب السكر والبنجر والسورغم والقيقب أو يستخلص من عصارة عناقيد الأزهار من الفصيلة النخلية، مثل: نخيل السكر وجوز الهند ونخيل التمر ونخيل نيبا(الأيكة الساحلية) والساغو ونخيل الدليب ...إلخ. ويسمى شراب النيرا باللغة الجاوية باسم ليجين(أي: حلو)؛ أما شراب النيرا المصنوع من جوز الهند فيسمي ساجينج. ويسمى شراب المصنوع من نخيل السكر في جاوة الغربية بالنبيذ الحلو.
ويحتوي شراب نخيلالسكر على سكر بنسبة 10٪ـ15٪. ويمكن القيام بمعالجة هذه السوائل لتصبح طازجة أو تخميرها لتصبح نبيذا. ويدخل أيضا في صناعة شراب السكر (الصيدلاني) و سكر النخيل والسكر الأحمر...إلى آخره.